# Mioara Avram
Mioara Avram (Tulcea, 4 febbraio 1932 – Bucarest, 12 luglio 2004) è stata una linguista romena.
Nel corso di diversi decenni, ha giocato un ruolo cruciale nell'analisi, nella standardizzazione e nella diffusione di vari aspetti della grammatica della lingua romena, in particolar modo nel campo dell'ortografia. È stata a capo del Dipartimento di Grammatica dell'Istituto di Linguistica "Iorgu Iordan – Al. Rosetti”, all'Accademia Romena di Bucarest.

## Biografia
Mioara nasce a Tulcea, dove ottiene si diploma presso il Collegio "Spiru Haret", nel 1949, sotto l'attenta guida di sua madre Măndița Grigorescu, docente di lingua romena. Frequenta in seguito la Facoltà di Filologia all'Università di Bucarest, dove si laurea nel 1953. La sua carriera all'Istituto di Linguistica dell'Accademia Romena inizia negli anni universitari, e continua anche dopo il pensionamento.
Si sposa col fonologo ed etimologo Andrei Avram, col quale avrà tre figli: Alexandru, Andrei e Petru.

## Attività
La sua tesi di dottorato "l'Evoluzione della subordinazione circostanziale con elementi di congiunzione in lingua romena", è stata pubblicata per la prima volta nel 1960. Negli anni successivi, collabora con grandi linguisti, come Alexandru Graur e Laura Vasiliu, a progetti fondamentali per la grammatica della lingua romena:
- La grammatica della lingua romena, le due edizioni, 1954, 1963, che è meglio conosciuta sotto il nome di "La Grammatica dell'Accademia";
- La formazione delle parole nella lingua romena, in tre volumi: 1970, 1978, 1989;
- Il dizionario ortografico, orto-epico e morfologico della lingua romena, 1982;
- Gli anglicismi nella lingua romena attuale, Bucarest, casa ed. dell'Accademia romena, 1997, (in collaborazione con Mario Sala).

Come autrice pubblica individualmente una serie di lavori, tra cui:
- l'Evoluzione della subordinazione circostanziale con elementi di congiunzione nella lingua romena, casa ed. dell'Accademia Romena, 1960 (per cui le è stato assegnato il premio "B. P. Hasdeu" dell'Accademia Romena)
- Grammatica per tutti, I edizione, Bucarest, casa ed. dell'Accademia Romena, 1986; II edizione rivisitata e ampliata, Bucarest, casa ed. Humanitas, 1997;
- I problemi di una corretta espressione, Bucarest, casa ed. dell'Accademia Romena, 1987;
- Ortografia per tutti. 30 difficoltà, I edizione, Bucarest, casa ed. dell'Accademia Romena, 1990; II edizione, Chişinău, casa ed. Litera, 1997;
- Le parole della lingua romena: tra giusto e sbagliato, casa ed. Cartier, Chisinau, 2001.

## Ringraziamenti
Ioana Vintila-Radulescu:
"Dotata di una mente brillante e sistematica, e di un senso della lingua impeccabile, conoscitrice senza eguali di tutti gli aspetti della lingua romena, dotata di una vasta conoscenza in quasi tutti i campi della linguistica. Si è sempre mantenuta aggiornata sulle novità nella nostra disciplina, aiutata da una memoria prodigiosa. La signora Avram si è identificata con la lingua romena stessa, nei suoi aspetti più valorosi, grazie ai lavori collettivi e personali, che ha concepito, condotto e realizzato."
Rodica Zafiu:
"Ci ha lasciati una persona di una forza, intelligenza e correttezza fuori dal comune. Mioara Avram è sicuramente il nome più noto tra quelli dei linguisti romeni dei nostri tempi; è stata un'autorità, un'istituzione, la personificazione della grammatica stessa, della linguistica, e nei dibattiti la sua opinione diventava automaticamente incontestabile. Le persone che l'hanno conosciuta si sono rese conto che questo prestigio esterno era solo il logico riflesso di un'interiorità impressionante. Mioara Avram sapeva tutto, aveva letto tutto, si ricordava tutto: una grande capacità lavorativa si univa ad una curiosità giovanile verso le più svariate manifestazioni linguistiche contemporanee — dal gergo alla lingua formale, dagli anglicismi alle creazioni giornalistiche più recenti.”
"È così ingiusto che la persona che avrebbe onorato qualsiasi accademia, identificandosi più di chiunque altro con il suo spirito, sia stata ignorata sistematicamente dagli onori ufficiali. Tutto a causa di un disaccordo misero e formale: il fatto di non aver accettato la riforma dell'ortografia del 1993, criticandola pubblicamente e scrivendo in opposizione a essa, con tutta l'autorità che le conferiva l'essere il maggior esperto in materia (l'Ortografia per tutti, 1990), rifiutando di riconoscerla e ignorando ogni compromesso.”